# Cantone di Vinces
Il cantone di Vinces è un cantone dell'Ecuador che si trova nella provincia di Los Ríos.
Il capoluogo del cantone è Vinces.